# Hondkoesoe
De hondkoesoe (Trichosurus caninus) is een klimbuideldier uit het geslacht der echte koesoes (Trichosurus) dat voorkomt in de bergen van Oost-Australië van Gladstone (Queensland) tot het midden van New South Wales en mogelijk verder naar het zuiden. Verwante populaties in Victoria (Trichosurus cunninghami) werden tot 2002 ook tot deze soort gerekend. Deze koesoe heeft een langere staart, kortere oren en kortere voeten dan T. cunninghami. In Australië staat dit dier bekend als "bobuck", "short-eared possum" of "mountain brushtail possum" (de laatste naam wordt nu voor T. cunninghami gebruikt).

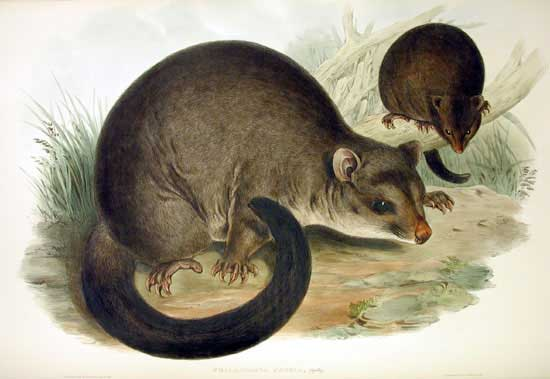
Illustratie van de hondkoesoe door Gould